# Siebel (aéronefs)
Pour les articles homonymes, voir Siebel.
Siebel est une ancienne entreprise aéronautique fondée en 1934 depuis la succursale de Leichtflugzeugbau Klemm à Böblingen et reprise par Friedrich Siebel (de) en 1937 qui l'a installée à Halle.

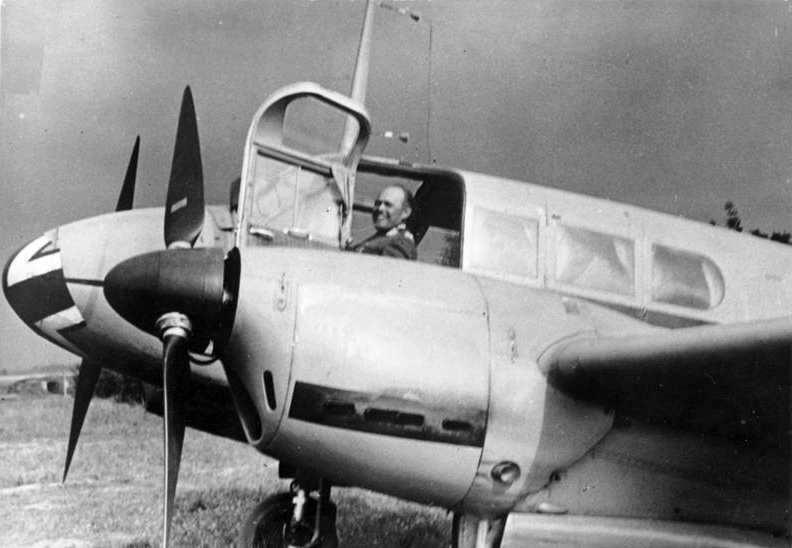
Albert Kesselring aux commandes d'un Siebel Fh 104

Siebel construisit principalement des avions de voyage et de transport ainsi que sous licence l'avion de reconnaissance Heinkel He 46, l'avion de formation Focke-Wulf Fw 44J, les bombardiers Dornier Do 17 et Junkers Ju 88. Les avions de Siebel les plus connus sont le Siebel 204 et le Siebel Si 202. En 1944, elle crée l'avion supersonique DFS 346 et son moteur-fusée.
Durant la Seconde Guerre mondiale, Siebel fait travailler à Halle des prisonniers de guerre de Pologne, de République Tchèque, d'URSS, de France, des Pays-Bas et d'autres pays. Plusieurs bombardements américains visent le site de travail. Après avoir été repris par les Américains, l'entreprise appartient à la zone d'occupation soviétique en Allemagne. Les Soviétiques développent le DFS 346. En octobre 1946, l'usine est démantelée, le personnel et leurs familles déménagent à Doubna, à 125 km de Moscou.
L'ingénieur Heinz (Heinrich) Rössing y dirige le bureau d'étude OKB. Lors de l'automne 1950, les premiers "Siebelaner" reviennent en Allemagne.
En Allemagne de l'Ouest, Friedrich Siebel fonde en 1948 avec un homme d'affaires, sous licence de production et de distribution, une nouvelle entreprise d'avions de transport et de sport, la Siebel Flugzeugwerke ATG (SIAT) à Munich. En 1956, elle déménage à Donauworth pour collaborer avec Waggon- und Maschinenbau GmbH Donauwörth avec qui elle fusionnera en 1958 pour former WMD-Siebelwerke ATG (WMD/SIAT). Elle peut alors recevoir des commandes pour des fabrications de grandes pièces et offrira de nombreux projets d'avion.
Après l'acquisition de la majorité de ses actions par Bölkow, elle fait partie en 1968 de la fusion pour la création du groupe aéronautique Messerschmitt-Bölkow-Blohm.

## Source, notes et références
- (de) Cet article est partiellement ou en totalité issu de l’article de Wikipédia en allemand intitulé « Siebel Flugzeugwerke » (voir la liste des auteurs).